# Crise d'Octobre
La crise d'Octobre recoupe une série d'événements politiques et sociaux liés à l'enlèvement de l'attaché commercial du Royaume-Uni James Richard Cross et l'enlèvement et le meurtre du ministre provincial du Travail Pierre Laporte par le Front de libération du Québec qui ont lieu en octobre 1970 dans la province de Québec, au Canada.
Débutant le 5 octobre 1970 avec l'enlèvement, à sa maison de Westmount, de l'attaché commercial du consulat général du Royaume-Uni à Montréal, James Richard Cross, par la cellule Libération du Front de libération du Québec (FLQ), la crise d'Octobre est marquée également par la lecture du Manifeste du FLQ à la télévision de Radio-Canada (8 octobre), par l'enlèvement du ministre provincial du Travail Pierre Laporte par la cellule Chénier (10 octobre), par la mise en place de la Loi sur les mesures de guerre (15-16 octobre), par la découverte du corps de Pierre Laporte le 17 octobre à Saint-Hubert dans le coffre d'une voiture, par la libération de James Richard Cross le 3 décembre, puis par l'arrestation des trois derniers membres de la cellule Chénier le 28 décembre.
La crise d'Octobre vient affecter les élections municipales de 1970 à Montréal.

## Contexte historique
Le Québec, vers la fin des années 1960, n'est pas en bonne posture économique. Le taux de chômage atteint des sommets; le taux d'inflation est très élevé. L'économie du Québec est en récession dès 1966. Durant la période de la Grande Noirceur, les Québécois sont souvent victimes du pouvoir des Anglophones. Ces derniers occupent toujours les postes les plus importants et contrôlent l’économie québécoise. Les francophones sont résignés à travailler comme ouvrier dans des usines appartenant à des Anglophones. Nombreux sont les Québécois qui ne peuvent plus parler leur langue au travail ou qui doivent maîtriser l'anglais pour trouver un emploi. Bien que la position des Québécois ait connu des changements avec l'arrivée de la Révolution tranquille, les Anglophones ont toujours une grande partie du monopole économique au Québec. Cette situation choque le peuple québécois qui n’a pas le contrôle de ses affaires collectives. Un bon nombre s'indigne des inégalités socioéconomiques et de l'emprise des intérêts anglophones et capitalistes sur l'économie québécoise. Des mouvements dont le Front de libération du Québec font valoir leur vision de la situation et considèrent que de constituer à partir du Québec et sa société un pays souverain est la solution. De plus, les gouvernements, provincial et fédéral déplaisent notamment au FLQ qui voit en eux des complices d'intérêts renouvelant de structures politiques nées d'entreprises coloniales qui défavorisent l'épanouissement de l'ensemble de la société québécoise et francophone.
Dans la foulée de la Révolution tranquille, quelques Québécois se radicalisent à la suite de certaines situations jugées injustes. Se révoltant contre le clergé catholique et une minorité québécoise principalement anglophone, ils ressentent l'appel au changement et la contestation. Un mouvement nationaliste se crée peu à peu et se rassemble sous l'égide d'un mouvement radical: Rassemblement pour l'indépendance nationale (RIN), dirigé par Pierre Bourgault. En 1967 a lieu l’Exposition universelle de Montréal, ce qui permet au monde entier de venir visiter le Québec. Charles de Gaulle, président de la République française, vient visiter le Québec et déclare durant un discours : « Vive le Québec libre ! ». Aux élections d'avril 1970, le Parti québécois arrive deuxième au vote populaire, mais à cause du mode de scrutin majoritaire, il ne parvient qu'à récolter 7 sièges à l'assemblée nationale.

## Front de libération du Québec

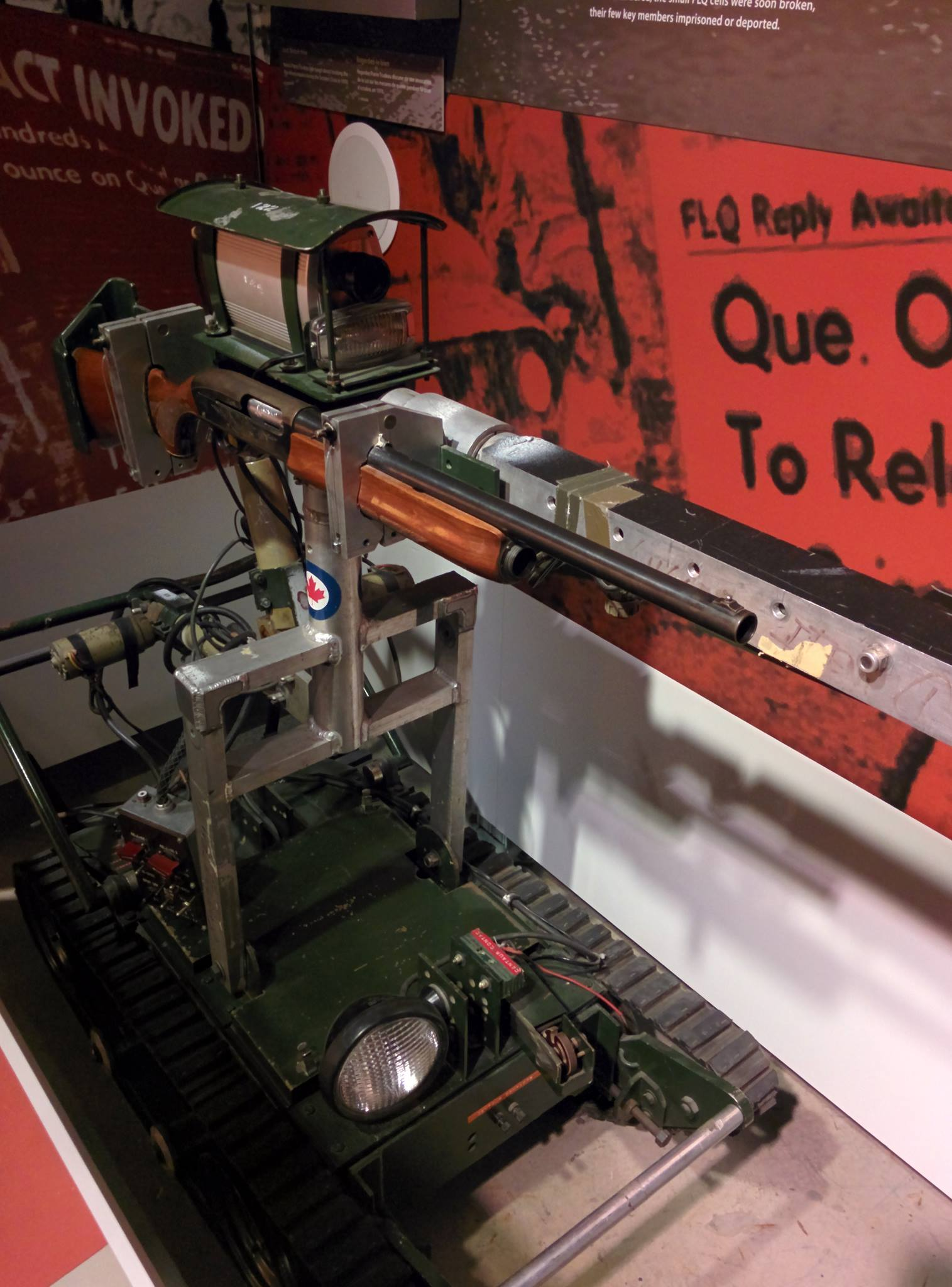
Robot de déminage des forces canadiennes au musée canadien de la guerre à Ottawa.

Les membres du Front de libération du Québec (FLQ) font valoir leur point de vue, depuis plusieurs années, à propos du reste du Canada. C'est par l'entremise de bombes et de dynamites placées près des bâtiments fédéraux comme des édifices militaires, des banques et même des boîtes aux lettres, que le FLQ démontre sa colère face à la situation critique au Québec, bien que la provenance de certaines d'entre elles restent controversée. Une enquête menée par le gouvernement québécois a tenté de prouver que certaines de ces bombes ont en fait été placées par la GRC (Gendarmerie royale du Canada) pour se faire passer pour le FLQ. Malheureusement cette enquête n'a jamais été menée à terme. Plusieurs felquistes sont arrêtés et emprisonnés pour les crimes qu’ils ont commis durant ces années.
Cela crée donc de l'agitation chez le Front de libération du Québec puisque beaucoup de membres souhaitent voir leurs camarades sortir de prison. Quelquefois, certains membres du FLQ se retrouvent en Gaspésie avec des pêcheurs et d’autres personnalités connues comme Plume Latraverse pour partager leur révolte. Ils se rejoignent tous à La Maison du pêcheur de Percé et chantent, composent et discutent d'enjeux importants pour le Québec. Ces rencontres alimentent la ferveur des militants qui croient de plus en plus en leur cause et fortifient leur conviction.

### Manifeste du FLQ
Le manifeste est envoyé par le Front de libération du Québec aux médias lorsque les membres de la cellule Libération enlèvent James Richard Cross, le 5 octobre 1970. Il s’agit d’un discours à saveur politique, écrit en 1970 par certains membres influents du FLQ. Ces derniers rédigent Le Manifeste pour qu'il soit lu à la télévision et à la radio, afin que toute la population québécoise connaisse les revendications du FLQ. Le Manifeste est rédigé alors que le Québec est l'objet de tension et de division entre les fédéralistes et les souverainistes. Il est écrit pour expliquer bien plus que la question nationale, il dénonce aussi l'inégalité entre les Anglophones et les Francophones .

### Auteurs du Manifeste
Le Manifeste du FLQ a été écrit principalement par Jacques Lanctôt et André Roy, deux membres du mouvement. 
Jacques Lanctôt, né en 1945 à Montréal, est le fils de Gérard Lanctôt, un fasciste de droite connu pour ses propos racistes. Durant la crise d’octobre, il est chroniqueur pour le journal La Presse. Il est très au fait de la situation au Québec et croit que l’avenir de la province doit passer par une révolution. Jacques Lanctôt participe activement à l'enlèvement de James Richard Cross.
André Roy, quant à lui, est né en 1943 au Québec. Tout comme Lanctôt, il espère un avenir meilleur pour le Québec et souhaite son indépendance. Les deux hommes écrivent donc le manifeste du FLQ dans cette optique, tout en ayant en tête l’enlèvement d’une figure politique importante. André Roy n’est pas un témoin direct de la crise d’octobre puisque, quelques mois avant les évènements, il est emprisonné, car la police est au courant de ses intentions. Jacques Lanctôt ajoute le nom d’André Roy à la liste de prisonniers politiques devant être libérés dans le Manifeste du FLQ (Trait, 1970). Ce document historique est écrit pour les médias dans l’intention qu’ils le lisent sur les ondes. Le 7 octobre 1970, le manifeste est récité à la radio CKAC et le lendemain il est lu sur les ondes de Radio-Canada par Gaétan Montreuil.

### Octobre 1970
En 1968, les contacts se multiplent entre felquistes opérationnels comme Jacques Lanctôt, Robert Comeau et Paul Rose. En 1969, l'opération d'écoute des chefs de campagne de Pierre Laporte est mise en place. Dans la foulée de cette opération qui visera à discréditer la personne de Pierre Laporte et jugeant que la situation politique est dans une impasse, un groupuscule indépendantiste à tendance révolutionnaire, le Front de libération du Québec, décide, le 5 octobre 1970, d'enlever le diplomate britannique James Richard Cross. Les services de police, qui s'étaient infiltrés dans le mouvement felquiste, savaient ce que le groupe clandestin planifiait, mais décidèrent de ne pas intervenir.
À la suite de ces enlèvements, Pierre Elliott Trudeau contacte le Toronto Star et déclare à l'éditorialiste Peter C. Newman que les enlèvements font partie d'un complot pour renverser le gouvernement du Québec. Le Toronto Star relaye ses dires, qui créent une commotion dans tout le Canada, sans révéler sa source ni le fait que Trudeau n'avait aucune preuve de cette « insurrection appréhendée » sinon « les informations » qu'il avait amassées « depuis l'âge de trois ans ».
À la demande du gouvernement du Québec et de l'administration municipale de Montréal, la Loi sur les mesures de guerre est proclamée le 16 octobre, à 4 heures du matin.

## Moyens de communication des gouvernements fédéral et provincial pour répondre au FLQ
Les gouvernements à la tête des pouvoirs québécois et canadien de l'époque de la crise d’octobre d'automne 1970 se sont pris de différentes façons pour répondre au Front de libération du Québec, mouvement important ayant une « histoire secrète ». Ainsi, afin de propager leurs réponses au sein de la société, ils ont dû utiliser différents moyens de communication. Ceux-ci sont les communiqués diffusés par le Conseil exécutif du gouvernement du Québec, les journaux, dans lesquels il est possible de voir comment leurs messages ont été couverts, la télévision et la radio, à travers laquelle le gouvernement a répondu directement au mouvement felquiste. Au fil de la crise, les médias sont devenus des acteurs mêmes de celle-ci, au même titre que le gouvernement, le FLQ et la police. Étant devenus d'importants acteurs de la crise, les médias se verront grandement influencés par le FLQ lui-même. En ayant obtenu l'attention complète du Québec, le Front de libération entraîne de la même manière une concurrence hostile entre les divers médias couvrant les évènements de la crise d’octobre. Cette concurrence des médias est en quelque sorte, indirectement, la stratégie du FLQ puisque le groupe veut qu’on parle de lui le plus possible et, bien sûr, c’est ce qu’apporte cette concurrence. Chaque média tient à être le premier à sortir de nouvelles informations afin d’atteindre une plus grande attention du public et ainsi, faire plus d’argent. Cette compétition entraîne les journalistes à sortir leurs nouvelles le plus rapidement possible et ce, avant même de les communiquer aux autorités. Les médias jouent donc un plus grand rôle que celui de simple intermédiaire; ils sont de réels acteurs, au même titre que le gouvernement et le FLQ. Lors de cette crise et, selon le premier ministre du Canada de l’époque, Pierre Elliott Trudeau, cette importance des médias est trop grande. Celui-ci indique que les médias font l’erreur de manquer de discrétion et de donner une attention trop significative au groupe terroriste.
Il y a les acteurs passifs caractérisés par le fait que l'information diffusée par les médias a engendré des conséquences comme l'enlèvement de Pierre Laporte par l'entremise de la révélation de l'enlèvement de James Cross à travers ceux-ci. De plus, il y a les acteurs actifs, soit les journalistes qui tentent de participer au phénomène de la crise en couvrant la crise en stipulant leurs actions comme s’ils étaient dans la même catégorie que les autres acteurs caractérisant la crise. En effet, « les reporters raconteront leurs nuits d’insomnie, les menaces de mort qu’ils reçoivent, le soutien qui leur est donné. » Finalement, les acteurs sociaux sont ceux qui vont observer et diffuser la réalité, mais qui seront, pour certains, arrêtés et mis en prison, car ils seront perçus comme étant complice aux actes terroristes.

### Les communiqués de presse
Le gouvernement du Québec avait comme politique durant la crise d'octobre de faire le moins de déclarations possible pour ne pas envenimer la situation. Charles Denis, directeur de l'information du Conseil exécutif du gouvernement du Québec, à partir du bureau du premier ministre du Québec, a publié plusieurs communiqués distribués par l'intermédiaire de Telbec, société de diffusion de communiqués de presse. Ces communiqués que l'on trouvera sur Robert Demers - Souvenirs d'octobre 70 sont : 
- le 11 octobre 1970, réponse de Bourassa à l'ultimatum des ravisseurs de Cross et Laporte ;
- le 15 octobre 1970, le gouvernement du Québec donne son point de vue définitif aux ravisseurs de Cross et Laporte ;
- le 16 octobre 1970, J'ai décidé d'agir de façon ferme et rapide. Robert Bourassa ;
- le 17 octobre 1970, les autorités énoncent les modalités de leur offre aux ravisseurs ;
- le 19 octobre 1970, le gouvernement rappelle que son offre de sauf-conduit tient toujours ;
- le 26 octobre 1970, Me Demers fournit des précisions quant aux modalités du sauf-conduit.

### Journaux
Les journaux ont eu un impact important dans la crise d’octobre. En effet, un article provenant du quotidien Le Devoir, publié le 16 octobre 1970, montre clairement la position gouvernementale durant les attentats felquistes de l'automne 1970. Les verbatims de différents discours des dirigeants politiques, tels que Robert Bourassa, montrent la réponse qu'ils apportent à cette prise d'otages. Par exemple, il est mentionné sous forme de verbatims les paroles de Bourassa à l’Assemblée nationale du 15 octobre 1970 : « Actuellement, au Québec, le régime démocratique est menacé… et c’est notre responsabilité première et essentielle de le sauvegarder ».
On voit donc ici position du gouvernement Bourassa face aux événements. De plus, les autres discours mettent beaucoup d’emphase sur des termes et des mots provocants, tels que « danger », « crise », « extrême gravité », etc. De ce fait, il est évident que l’on cherche ici à s’assurer que la population s’oppose aux idées des terroristes.
À la suite de l’enlèvement de James Cross, quatre des plus grands journaux du Québec (Le Journal de Montréal, Le Devoir, La Presse et The Gazette) ont le devoir de mettre le manifeste felquiste à la une de leur journal respectif afin de calmer le FLQ qui se fait de plus en plus menaçant. Toutefois, ce n’est que Le Journal de Montréal qui respectera cette demande du FLQ à la lettre. La Presse diffuse le manifeste en entier, mais pas à la couverture, Le Devoir ne partage pas le manifeste, mais n’en fait qu’un résumé, tandis que The Gazette en fait la traduction en anglais, en modifiant quelques propos écrits dans la lettre initiale. Chacun de ces quotidiens mentionne que ce message est uniquement publié dans le but de libérer James Richard Cross, prisonnier aux mains du Front de libération du Québec, et qu’il ne reflète aucunement l’opinion de ses journalistes.

### Télévision
La télévision a joué un rôle significatif dans la communication politique du gouvernement fédéral et provincial. Le 10 octobre 1970, le FLQ détenait en otage le diplomate James Cross depuis déjà cinq jours. Un ultimatum imposé au gouvernement fédéral par le FLQ la veille affirmait que celui-ci devait libérer les prisonniers politiques avant 18 heures le 10 octobre, en échange de la libération de Cross. La réponse du gouvernement fédéral du Québec a été rendue, quelques minutes avant la fin du sablier, sous la forme d'une déclaration télévisée, confectionnée en union avec le gouvernement provincial, dans laquelle le ministre de la Justice de l'époque, Jérôme Choquette, refusa catégoriquement la demande du FLQ.
On voit donc que le gouvernement fédéral et le gouvernement provincial ont décidé de faire parvenir leur réponse et leur point de vue par l’entremise de la télévision, ce qui fit en sorte que la population entière a ressenti le calme que tentait de laisser paraître le gouvernement face au FLQ. Ceci est dû au fait que la population était en mesure de voir avec ses propres yeux les réactions et les visages des membres du gouvernement qui prenaient place devant l’auditoire et la caméra, sans que ceux-ci ne le laissent paraître leur peur afin de restaurer la sérénité dans la société.

### Radio
Malgré le fait que le FLQ s’emparait des stations de radio, comme la CKAC et la CKLM qui recevait des appels téléphoniques de la part des felquistes afin que la distribution de messages soit faite, pour véhiculer leurs actes, propos et intentions, les gouvernements ont véhiculé beaucoup de leur propos à travers la radio. Lors de la mise en place de la Loi sur les mesures de guerre par le gouvernement Bourassa le 16 octobre 1970, à la suite de l’enlèvement de James Cross quelques jours avant, l’armée débarqua dans les rues de Montréal pour contrer la menace felquiste.
Étant en pleine période de négociation avec le gouvernement fédéral, le FLQ, détenant aussi le ministre Pierre Laporte, voit lesdites négociations mal se terminer. Le jour J arriva, soit celui où le FLQ allait recevoir sa réponse face aux revendications. Évidemment, ça ne s’est pas déroulé comme il l’aurait souhaité, et c’est de même pour Pierre Laporte : « C'était en fin d'après-midi, rue Armstrong. Pierre Laporte entend à la radio la déclaration de Robert Bourassa annonçant la rupture définitive des « négociations ». Peu après, il se précipite désespérément à travers une fenêtre et se blesse grièvement aux poignets et à la poitrine». À la lumière de ces faits, on peut affirmer que par l’intermédiaire de la radio, le gouvernement a répondu aux revendications du FLQ, bien qu’il ait mis en péril la vie de certains des siens (Pierre Laporte, James Cross, etc.).

## Opinion publique
Pour que la présence des médias soit si importante lors de la crise d'Octobre, le public occupait, lui aussi, une position importante dans ce conflit. Cette opinion peut varier d’une personne à une autre et ce, selon différents facteurs, comme le niveau d’éducation.

### Intellectuels
Durant la crise d'Octobre, les intellectuels se font particulièrement silencieux. Leur opinion est de nature mesurée, dans la plupart des cas, c’est-à-dire qu’ils seraient en faveur de calmer les hostilités qui prennent place dans la province afin de retirer la peur qui s’est emparée de la population québécoise, tout en étant prêt à écouter le FLQ avec une attitude plus positive que le gouvernement canadien, qui ne semble pas du tout vouloir communiquer avec le groupe felquiste.
Lorsqu’il n’y a que deux options qui s’offrent à une personne, il est normal qu’elle se fasse timide et qu’elle ne veuille pas se positionner trop rapidement d’un côté. C’est alors la situation dans laquelle les intellectuels se trouvent. On ne veut pas critiquer le gouvernement trop rapidement pour ne pas se faire accuser d’être en faveur du FLQ, on décide donc d’opter pour le silence.

### Public en général
Ce qui distingue le public en général des intellectuels est le fait que le public peut changer d’opinion d’une journée à l’autre. Certes, l’intellectuel peut aussi changer d’opinion rapidement, mais il en demeure que, souvent, il sera en mesure de défendre son point de vue plus facilement, rendant alors son changement de position plus difficile et plus rare. L’opinion publique n’est pas ancrée au sein de ce public, elle se transforme. Par exemple, à la suite du second enlèvement de la crise, celui de Pierre Laporte, le public semble se mobiliser contre le FLQ en le menaçant et en menaçant ceux qui l’appuyaient. Plusieurs groupes se sont formés pour tenter de ralentir le FLQ, comme le Mouvement de la Justice du Québec qui revendique des idées axées davantage du côté de la droite politique. Toutefois, cette mobilisation contre le FLQ n’était pas assez réelle aux yeux du premier ministre canadien. Le gouvernement fédéral avait l’impression que le public n’était pas assez outré face aux enlèvements du FLQ. Pour lui, les médias sont à blâmer; les médias francophones auraient été trop subjectifs lors de la crise d’octobre. C’est à ce moment que le gouvernement fédéral décidera d’opter pour une stratégie militaire. De plus, lorsque Radio-Canada avait diffusé le manifeste du FLQ, la réaction du public avait elle aussi choqué Ottawa. En effet, il a été noté que plus de 50 % des gens ayant appelé les chaînes de radio pour donner leur point de vue étaient en faveur avec ce qui était mentionné dans le manifeste. Le citoyen moyen se positionne selon les évènements qui se produisent au fur et à mesure et il forme son opinion à partir de ce que les médias divulguent à chaque jour. L’opinion du public en général est donc formée selon les émotions.
Une conclusion peut tout de même être faite à partir de l’opinion publique du citoyen québécois moyen. Effectivement, si l’on exclut les anglophones et la bourgeoise francophone, les Québécois étaient majoritairement en désaccord avec les moyens entrepris par le FLQ pour faire passer leur message, mais qu’ils pouvaient trouver des propositions suggérées du manifeste du Front avec lesquelles ils étaient en accord.

## Chronologie

### 5 octobre 1970
- Les membres de la cellule Libération du FLQ enlèvent le diplomate britannique James Richard Cross[25].

### 6 octobre 1970
Le communiqué no1 émis par le FLQ énumère ses exigences :
- l’absence de fouilles policières pour retrouver l’otage ;
- la diffusion du Manifeste du FLQ ;
- la libération de 23 prisonniers politiques ;
- un avion pour leur transport vers Cuba ou l'Algérie ;
- l’imposition d’une « taxe volontaire » de 500,000 $ qui devront être placés à bord de l’avion ;
- le nom du délateur qui a « vendu » les militants du FLQ arrêtés en juin à Prévost :
- le réengagement des « gars de Lapalme ».

Le communiqué donne aussi les noms des 23 prisonniers .
Mitchell Sharp, secrétaire d'État aux Affaires extérieures du Canada, refuse de céder aux conditions du FLQ pour la libération du diplomate:
« Je suis confiant que ces criminels seront appréhendés et que le diplomate sera relâché. C’est ce à quoi nous nous affairons. » (Mitchell Sharp)

### 7 octobre 1970
- Lecture du Manifeste du FLQ à la radio de CKAC, arrestation de 27 suspects, le ministre de la Justice du Québec, Jérôme Choquette, affirme qu'il est prêt à discuter avec les ravisseurs[28]

### 8 octobre 1970
- Le lecteur de nouvelles Gaétan Montreuil effectue la lecture intégrale du Manifeste du FLQ à la télévision de Radio-Canada. Il précise au début et à la fin de la lecture du manifeste qu'il s'exécute dans un but humanitaire visant à sauver James Cross[29].

### 10 octobre 1970
- 18 heures : le ministre de la Justice, Jérôme Choquette, déclare en conférence de presse que les terroristes ne seront pas relâchés néanmoins il offre un sauf-conduit aux ravisseurs[30] ,[31].
- 18 heures 18 min. : la cellule Chénier composée de Paul Rose, Jacques Rose, Francis Simard et Bernard Lortie, enlève le ministre du Travail et de la main-d’œuvre du Québec, Pierre Laporte[30] ,[32],[31]

### 11 octobre 1970
- Pierre Laporte écrit une lettre émouvante à Robert Bourassa pour lui dire qu'il est bien traité et l'implorer de négocier sa libération.
- L'avocat Robert Lemieux est arrêté et emprisonné sous motif d'entrave au travail des policiers
- Robert Bourassa laisse entendre qu’il est prêt à négocier avec le FLQ sujet à une entente préalable sur la sécurité des otages[33] ,[34].

### 12 octobre 1970
- À 7h, Pierre Laporte écrit une lettre à sa femme pour lui dire qu'il va bien et qu'il est bien traité.
- Des soldats canadiens sont dépêchés à Ottawa pour assurer la protection de diverses personnalités politiques et d'édifices fédéraux.
- Par un communiqué émis tard la veille, Me Robert Lemieux est désigné par le FLQ comme intermédiaire entre le FLQ et les autorités en place.
- Me Robert Demers est nommé pour négocier au nom du gouvernement[35],[36] ,[37].
- L'opération Ginger (roux) est lancé.

### 13 octobre 1970
- Robert Demers fait relâcher Robert Lemieux sur parole[37],[38].
- Les négociations débutent mais Robert Lemieux, en soirée, annonce qu'elles sont rompues.
- Interrogé par des journalistes sur l'étendue des mesures qu'il pourrait prendre Pierre Elliott Trudeau prononce son fameux « Just watch me ». On trouvera la déclaration en anglais à https://www.mcgill.ca/maritimelaw/crisis.

### 14 octobre 1970
- Les négociations reprennent entre Robert Demers et Robert Lemieux qui discutent de la sécurité des otages[40],[41],[42].
- Une rencontre spéciale du Cabinet fédéral a lieu afin de discuter des mesures à prendre pour mettre fin à la crise.
- Un groupe de seize personnalités publiques du Québec, présidé par René Lévesque, Président du Parti québécois, donnent leur « appui le plus pressant à la négociation d’un échange des deux otages contre les prisonniers politiques. »[41]

### 15 octobre 1970
- Les négociations entre Me Demers et Me Lemieux sont définitivement rompues.
- Me Lemieux fait un discours au Centre Paul Sauvé devant des partisans enflammés et lance le slogan du FLQ : « Nous vaincrons ».
- Le gouvernement du Québec passe à l’action : L’armée est demandée en renfort de la Sureté. En soirée une offre définitive est faite aux ravisseurs, accompagnée d’un sauf-conduit avec un délai de six heures pour l’accepter[13],[43],[44].

### Nuit du 15 au 16 octobre 1970
- La dernière rencontre du Cabinet fédéral a lieu. Trois ministres soulignent que le « gouvernement n’a pas démontré qu’il existe un danger d’insurrection ». Trudeau évoque à maintes reprises les demandes répétées du gouvernement du Québec en faveur de l’imposition de la loi des mesures de guerre[45].
- À 3 heures du matin à l'expiration du délai et devant l'inaction des ravisseurs, le gouvernement du Québec et l'administration municipale de Montréal demandent l'application de certaines dispositions de la Loi sur les mesures de guerre.
- À 4 heures du matin le gouvernement fédéral accède à la demande du gouvernement du Québec[46],[43].

### 16 octobre 1970
- La Sûreté du Québec procède à au moins 457 arrestations[47]. Les arrestations visent des individus soupçonnés d’appartenance au FLQ, ou qui ont déjà participé à des manifestations violentes, ou qui sont liés à des mouvements d’extrême gauche[48],[49]. Parmi les détenus, on compte la chanteuse Pauline Julien et son conjoint Gérald Godin, le poète Gaston Miron, le syndicaliste Michel Chartrand et le journaliste Nick Auf der Maur.

### 17 octobre 1970
- Un communiqué du gouvernement du Québec énonce les modalités du sauf-conduit et l’intermédiation de Cuba qui a accepté d’agir pour des raisons humanitaires.
- Le FLQ émet un communiqué disant que le ministre « du chômage et de l’assimilation » Pierre Laporte a été exécuté.
- Découverte du cadavre du ministre Pierre Laporte peu avant minuit dans le coffre d'une voiture à St Hubert[50],[51],[52].

### 18 octobre 1970
- La réprobation du public est générale. Le FLQ vient de perdre la guerre[53],[54] ,[55].

### 22 octobre 1970
- Les médias font écho au rapport d'autopsie qui conclut à la mort par étranglement[56], [57].
- Le rapport d'autopsie a précisé que Pierre Laporte avait trois blessures superficielles, sur la main droite, la joue gauche et en haut de la poitrine à droite.

### 5 novembre 1970
- Bernard Lortie, un des ravisseurs de Pierre Laporte, est arrêté à Montréal, à la suite d'une descente de police. Les trois autres, Paul Rose, Jacques Rose et Francis Simard réussissent à s’enfuir[58] ,[59].
- Dans une déclaration à la police, Bernard Lortie affirme que Pierre Laporte a été tué dans une échauffourée avec Jacques Rose et Francis Simard[60],[61].

### 6 novembre 1970
- Julien Giguère, lieutenant-détective de la Section anti-terroriste (SAT) de la police de Montréal, recrute Carole Devault, qui devient l'agente d'information : matricule SAT 945-171, nom de code « Poupette ».

### 2 décembre 1970
- Jacques Cossette-Trudel et Louise Lanctôt, deux des ravisseurs de James Cross, sont arrêtés après avoir quitté le 10945, rue des Récollets à Montréal-Nord, la police ayant acquis la certitude que James Cross y est séquestré[62].

### 3 décembre 1970
- Les ravisseurs de James Cross, séquestré au 10945 de la rue des Récollets, nomment Me Bernard Mergler pour négocier avec Me Robert Demers[63],[64] . Me Mergler refuse, mais accepte plutôt de représenter le gouvernement de Cuba. .
- Les ravisseurs acceptent finalement le sauf-conduit pour Cuba qui leur est offert depuis le 16 octobre 1970 en échange de la libération de James Cross[65],[66].
- Tel qu’il avait été entendu le 15 octobre 1970 avec le ministère des Affaires étrangères du Canada, le consulat de Cuba, pour des motifs humanitaires, agit comme intermédiaire[67].
- Les ravisseurs, Jacques Lanctôt, Marc Carbonneau, Yves Langlois, Jacques Cossette Trudel et Louise Lanctôt s’envolent vers Cuba[68].
- James Richard Cross, l’attaché commercial de la Grande-Bretagne, est enfin libéré le 4 décembre à 2 heures du matin[68],[69].

### 28 décembre 1970
- À 5 heures du matin, les ravisseurs de Pierre Laporte, Paul Rose, Jacques Rose et Francis Simard, sont arrêtés par la police dans une maison de St-Luc, en Montérégie. Le docteur Jacques Ferron[70],[71] a été le négociateur entre la police et les felquistes.
- La police réussit à trouver les meurtriers de Pierre Laporte. Ils sont arrêtés, subiront leur procès et seront condamnés à de longues peines de prison.

La crise d'octobre est terminée.

## Impacts

### Police politique
« Il n'y avait là que des mémérages. »

— René Lévesque
Lors de la crise d'octobre, le gouvernement fédéral du Canada, par le biais de la Gendarmerie royale du Canada (GRC), espionne illégalement à maintes reprises le mouvement souverainiste du Québec, notamment en s'introduisant par effraction dans les bureaux du Parti québécois et en y volant les listes des membres du parti.
À la suite de la crise, le gouvernement de Robert Bourassa a formé le Centre d'analyse et de documentation (CAD) qui a, de 1971 à 1977, fiché environ 6 000 groupes et 30 000 personnes des milieux souverainistes, syndicaux et de la haute fonction publique.
Démantelé en 1977 à la suite de l'arrivée au pouvoir du gouvernement de René Lévesque, on a affirmé avoir détruit les archives du CAD. Cependant, en 1992, un rapport datant de 1974 et provenant du directeur du CAD Gilles Néron fait surface et démontre que le Centre entretenait des liens étroits avec tous les corps policiers[source insuffisante]. D'autres documents, détenus par les archives nationales, sont classés « restriction d'accès maximale ».

## Dans la culture populaire
- Film Les Ordres de Michel Brault (1974), Québec, Productions Prisma, 108 min.
- Film Octobre de Pierre Falardeau (1994), Québec, Office national du film du Canada, 97 min.
- Série Octobre 70 (en) de Don McBrearty (2007) à Télé-Québec, 8 × 45 min.
- Série documentaire  Octobre Noir (en) de Terence McKenna (scénariste) (2000) à CBC Television.
- Documentaire La belle province de Luc Cyr et Carl Leblanc (2000) à Télé-Quebec, 54 min
- Film Les Rois mongols de Luc Picard (2017), Québec, Téléfiction Distribution, 102 min.
- Film Les Rose, de Félix Rose (2020), Office national du film du Canada, 128 min.
- Série docu/fiction FLQ : La traque, de Guillaume Fortin (2000), Historia, 2 x 43 min.